# Ombra di sole
Ombra di sole è un termine utilizzato in araldica quando questo astro non è d'oro, né figurato.

## Esempi

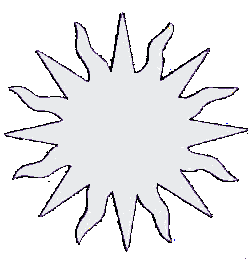
Ombra di sole
Stemma del comune svedese di Solna
Di cielo, all'ombra di sole d'oro, movente da una massa d'acqua d'azzurro (Medolago[1])